# Palazzo Mannajuolo
Le Palazzo Mannajuolo est un palais situé via Filangieri dans la ville de Naples.
Il représente un des exemples les plus réussis de l'architecture Art nouveau napolitain, appelée aussi Liberty napoletano.

## Architecture

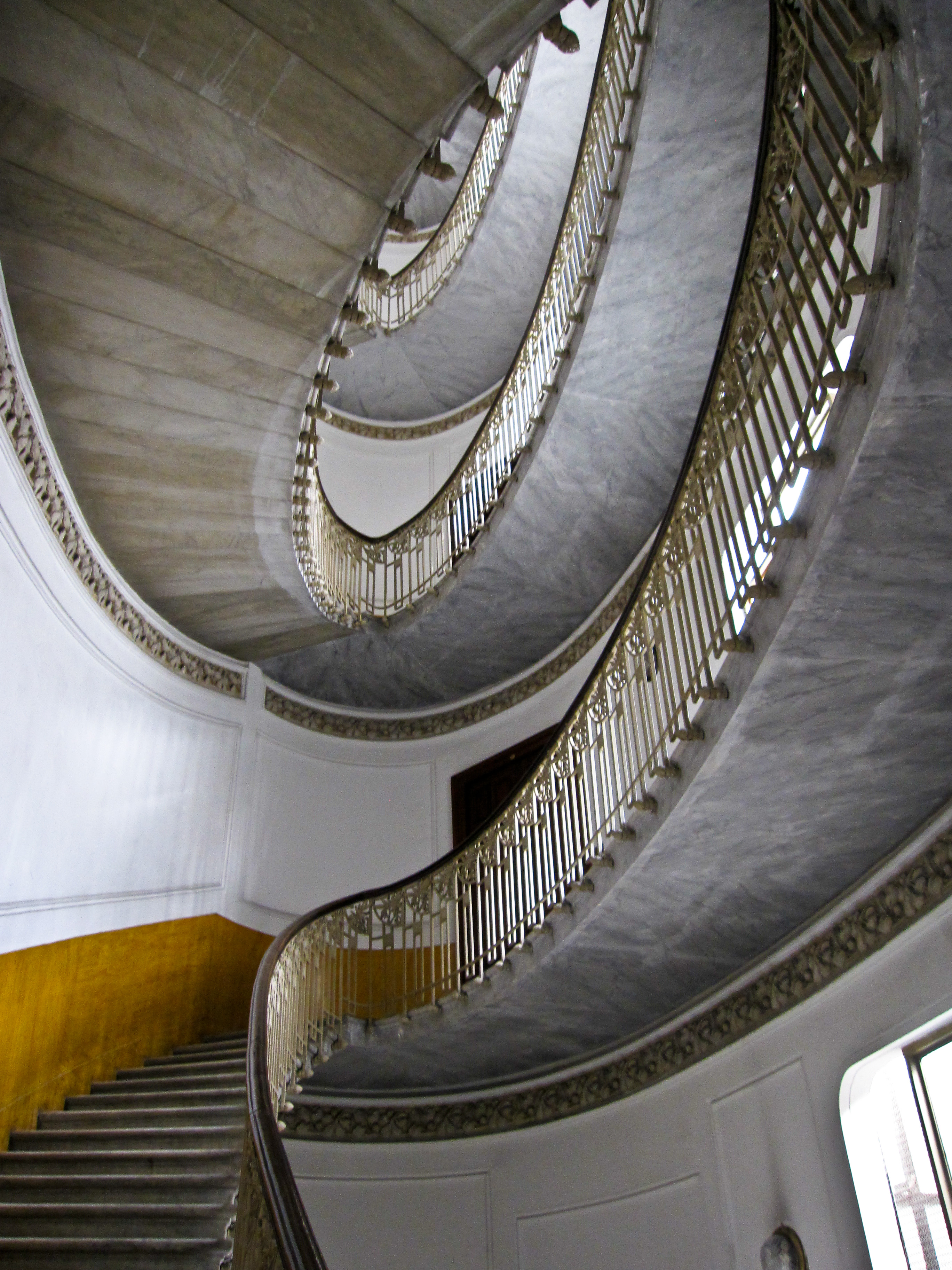
Le fameux escalier ellipsoïdal.

Édifié entre 1909 et 1911, l'édifice fut conçu par l'architecte Giulio Ulisse Arata (it) avec la collaboration des ingénieurs Giuseppe Mannajuolo (ce dernier propriétaire de la parcelle) et Gioacchino Luigi Mellucci (it), en utilisant les techniques de construction les plus modernes, de l'époque, comme le béton armé.
La structure est influencée par l'expérience moderniste et par le choix d'utiliser un langage local, comme l'adoption du néobaroque de l'architecture napolitaine des XVIIe et XVIIIe siècles. En particulier, ce dernier choix se manifeste dans la perspective scénographique de l'édifice, qui s'élève sur le fond de la via dei Mille.
L'escalier interne de forme ellipsoïdale, en marbre et rampe en fer forgé, est également remarquable.

## Source de traduction
- (it) Cet article est partiellement ou en totalité issu de l’article de Wikipédia en italien intitulé « Palazzo Mannajuolo » (voir la liste des auteurs).